# 国鉄ホキ10000形貨車
国鉄ホキ10000形貨車（こくてつホキ10000がたかしゃ）は、1980年（昭和55年）から1981年（昭和56年）に272両が製作された、35 t積の石炭専用の私有貨車（ホッパ車）である。
本項では派生形式でセメント及び石炭専用車のホキ7600形についても記述する。

## 登場の経緯
1979年（昭和54年）、第2次オイルショックによる原油高騰により、セメント業界では製造用燃料を重油から石炭に切り替える動きがあった。これを受けて石炭輸送用の貨車が必要となり、計画時点では私有無蓋車との併用も検討され、本形式を製作するに当たっては車種を石炭車かホッパ車かに分類するかで議論されたこともあったが、国鉄では石炭車の私有貨車による編入を認めなかったためホッパ車となった。

## 概要
ホキ10000形は、1980年（昭和55年）から1981年（昭和56年）にかけて日本車輌製造・川崎重工業、富士重工業の3社にて3ロット272両（オホキ10000 - オホキ10271）が製作された。
記号番号表記は特殊標記符号「オ」（全長が12 m をこえるホッパ車）を前置し「オホキ」と標記する。
富士重工業製作車は他2社と側面の補強リブの本数に違いがあった。これは側板厚を他2社の3.2 mmから4.5 mmと厚くしたためである。
落成時の所有者は、秩父セメント、電気化学工業の2社でありその常備駅は、秩父鉄道秩父本線の武州原谷駅、北陸本線 の青海駅であった。秩父セメントはその後、秩父小野田を経て太平洋セメントと社名が変わった。秩父小野田時代でも車体の所有者名は「チチブセメント」のままであり太平洋セメントに変更して10年後の2008年（平成20年）に「太平洋セメント」と標記された。
ホッパ本体は底開き式で材質は耐候性高張力鋼である。塗色は、黒色、全長は13,900 mm、全幅は2,700 mm、全高は3,290 mm、台車中心間距離は9,800 mm、自重は18.9 t、換算両数は積車5.5、空車1.8、台車はスリーピース形状台車の左右側枠をつなぎ梁で連結し走行性能を改善したTR213Cである。

### 年度別製造数
各年度による製造会社と両数、所有者は次のとおりである。（所有者は落成時の社名）
- 昭和55年度 - 272両
  - 日本車輌製造 155両 秩父セメント（オホキ10000 - オホキ10154）
  - 川崎重工業 95両 秩父セメント（オホキ10155 - オホキ10249）
  - 富士重工業 22両 電気化学工業（オホキ10250 - オホキ10271）

## 運用の変遷・現況
秩父セメント所有車は太平洋セメントになった後でも使用されており、2020年（令和2年）3月14日まで鶴見線扇町駅 - 秩父鉄道三ヶ尻駅間で運用されていた。
2000年（平成12年）から2002年（平成14年）にかけて97両が専用種別を石灰石に、常備駅を三岐鉄道三岐線東藤原駅にそれぞれ変更して中部国際空港の土砂輸送に使用され、同輸送完了後は97両中30両が武州原谷駅へ復帰し、残存した67両は2012年2月29日まで骨材輸送として東藤原駅 - 四日市駅で引き続き運用されていた。
なお、石炭輸送列車廃止後の本系列の処遇に関しては発表されていないものの、製造後40年を経過しており、近年は老朽化が顕著である。
電気化学工業所有車は北陸本線青海駅 - 信越本線黒井駅間で運用されていたが、1996年（平成8年）6月に全車廃車となった。
2010年（平成22年）4月1日現在では241両が在籍。

## ホキ7600形
33 t積セメント及び32 t積石炭専用車。1982年（昭和57年）2月22日に富士重工業で1両（オホキ7600）が製作された。
記号番号表記は特殊標記符号「オ」（全長が12 m をこえるホッパ車）を前置し「オホキ」と標記する。
日本石油輸送が所有し、郡山駅を常備駅とした。往路での空車を解消するため、往路ではセメント、復路では石炭を輸送するために製作された。
外見こそホキ10000形と酷似するが、構造は大きく異なりゴム隔膜を用いた有蓋・無蓋切り替え式であり、セメント輸送時は有蓋、石炭輸送時は無蓋となる構造であった。
九州地方で試用され、1984年（昭和59年）1月19日に荷役装置を富士重工業で改造したが、その複雑な構造が災いし、長期休車となった。日本貨物鉄道（JR貨物）にも継承されたが、1999年（平成11年）11月に廃車となり形式消滅した。